# Дорогая Елена Сергеевна (фильм)
«Дорогая Елена Сергеевна» — советская драма 1988 года режиссёра Эльдара Рязанова по сценарию Людмилы Разумовской на основе одноимённой пьесы, написанной ею задолго до перестроечного периода, ещё в 1981 году. Фильм о современных подростках, затеявших жестокую и циничную игру со своей учительницей. Снят Творческим объединением «Ритм» киностудии «Мосфильм» за 22 дня с сентября по октябрь 1987 года. В широкий прокат картина вышла 12 апреля 1988 года.

## Сюжет
Ученики выпускного 10 «Б» класса пришли поздравить свою учительницу математики с днём рождения. Но, как выясняется, они решили это сделать вовсе не по доброте душевной, не потому, что они знают, как дорогой Елене Сергеевне одиноко, не потому, что её мать тяжело больна и лежит в больнице, и не потому, что в этом году они с ней расстаются, заканчивая школу. Пришли с букетом и подарком, потому что они знают, у Елены Сергеевны находится ключ от сейфа, где лежат экзаменационные работы. У каждого есть повод и оправдание стремлению пойти на «преступление», по-тихому исправить плохие отметки в работах, и у каждого вроде бы есть даже угрызения совести по этому поводу. Однако события разворачиваются неожиданным образом для всех. И каждый из учеников по-своему проявляет в них тёмную сторону своей души, показывая, до чего он может опуститься ради отметок.
Елена Сергеевна, несмотря на свою простоту и кротость, пытается твёрдо стоять на своём и отказывается отдавать ребятам ключ, стойко терпя издевательства молодых людей. На протяжении всего фильма между нею и учениками идёт словесное противостояние, во время которого она пытается им напомнить о тех принципах и заветах, которым их учили с детства. Ребята в ответ гнут свою линию, их поколение, в отличие от поколения Елены Сергеевны, вынуждено идти на такие крайние меры, потому что «счастливого советского настоящего» теперь нет, и коррупция в высших учебных заведениях тоже идёт полным ходом. В конечном итоге злополучный ключ так и останется лежать в квартире Елены Сергеевны, но и победителей в этой «схватке» тоже не будет.

## В ролях
- Марина Неёлова — Елена Сергеевна
- Наталья Щукина — Ляля
- Дмитрий Марьянов — Паша (озвучивание Андрей Ташков)
- Фёдор Дунаевский — Витёк Шевченко
- Андрей Тихомирнов — Володя (озвучивание Олег Меньшиков)
- Эльдар Рязанов — сосед, раздраженный громкой музыкой

## Съёмочная группа
- Режиссёр — Эльдар Рязанов
- Сценаристы: Людмила Разумовская, Эльдар Рязанов
- Оператор — Вадим Алисов
- Художник — Александр Борисов
- Звукорежиссёр — Семён Литвинов
- Музыкальное оформление — Сергей Скрипка
- Художник по костюмам — Наталья Иванова

## Производство
Одноимённая пьеса Разумовской попалась Рязанову в начале 1980-х годов и очень впечатлила его. Рязанов обратился к тогдашнему директору «Мосфильма» Николаю Сизову с предложением экранизировать её. Сизов сначала дал согласие, но через несколько дней велел отменить экранизацию, мотивируя отказ приходом к власти Андропова. В итоге к съёмкам Рязанов приступил только в октябре 1987 года. Но поскольку, несмотря на наступившую гласность, в советском кино ещё действовала цензура (хотя и уже ослабленная к тому моменту), то фильм снимался под рабочим названием «Последний экзамен». Фильм был снят в короткий срок — 22 дня.
Марина Неёлова была первой, кого Рязанов пригласил на роль Елены Сергеевны. Исполнителей других четырёх ролей искали среди настоящих школьников, но только Наталья Щукина была школьницей. Ей, Марьянову, Дунаевскому и Тихомирнову приходилось нелегко, Рязанов так прочувствовался пьесой, что отношение к её героям стал перекладывать на актёров, которые их играли, видя в них те самые стереотипы из пьесы. Рязанову очень не нравилось, что актёры, по его мнению, относились к съёмкам недостаточно серьёзно, Наталья Щукина вспоминала, что были моменты, когда в них «летели стулья».
Вступительная сцена, где ребята купаются в озере, изначально не планировалась. Актёрам было тяжело играть «изнывающих от июньской жары» в октябре, а тем более раздеваться. Кадры самого купания снимались крупными планами, так как в них актёры плавали не в озере, а в бассейне спорткомплекса «Олимпийский».
Натурные съёмки проводились в Москве, в домах на улице Кравченко. Вступительная сцена снималась там же, на Удальцовских прудах.

## Музыка
В титрах к фильму авторы и исполнители музыки не указаны, известно только, что над музыкальным оформлением работал Сергей Скрипка. В фильме звучат песни: «Тореро» (музыка — Александр Грановский, слова — Маргарита Пушкина, исполнитель — группа Ария), «Только ты и я» (слова — Виктор Гин, композитор и исполнитель — Владимир Кузьмин). Тема, под которую герои танцуют брейк, называется «Счастливый день» (исполнитель — группа Родник). Также в фильме звучит вальс Андрея Петрова из другой картины Эльдара Рязанова — «О бедном гусаре замолвите слово». По телевизору несколько секунд идёт видеоклип на песню «Я не люблю тебя» ленинградской рок-группы АВИА.

## Критика
В 1988 году в сентябрьском номере журнала «Киномеханик» кинокритик Наталья Милосердова заключила, что Рязанов включился в полемику о современной молодёжи. По мнению критика, эпоха застоя с её вседозволенностью принесла свои роковые плоды — неверие и цинизм молодёжи, что повергает в шок поколение «отцов».
В 1988 году в октябрьском номере журнала «Спутник кинозрителя» кинокритик Татьяна Хлоплянкина отметила, что Людмила Разумовская ещё в начале 80-х годов одной из первых предупредила нас своей пьесой «Дорогая Елена Сергеевна», что растёт новое, «неблагополучное поколение», давно не доверяющее своим наставникам.